# Museo Segantini
Il Museo Segantini di St. Moritz è un museo tematico con opere del pittore Giovanni Segantini. 
Fu aperto nell'estate del 1908 e completato nel settembre dello stesso anno. Fu costruito secondo i piani dell'architetto Nicolaus Hartmann (1880-1956) come una sorta di monumento all'opera dell'artista. La costruzione con la possente cupola si basa sul padiglione che Segantini aveva pianificato per il suo panorama dell'Engadina all'Esposizione Universale di Parigi del 1900. Contrariamente ai piani originali di Segantini, Hartmann ridusse le dimensioni dell'edificio, inserì dei piani e usò pietre di cava native invece di una struttura di ferro.

## Opere
Oltre alle fotografie dell'artista e della sua famiglia, il museo espone una cinquantina di opere di tutti i periodi creativi di Segantini. Particolarmente noti sono i dipinti: "Ave Maria a trasbordo" (2a versione 1886), "Bündnerin am Brunnen" (Grigionese alla fontana) (1887), "A messa prima" (1885) e "Mezzogiorno sulle Alpi" (1891).
|  |  |  |  |

Nella grande sala a cupola al piano superiore si trova l'opera principale di Segantini, "Il trittico delle Alpi". L'illuminazione è fornita da diversi lucernari che, a seconda dell'ora del giorno e dell'incidenza della luce, fanno apparire diversamente i colori dell'opera. Il prato serale di Soglio,  La vita mostra la vista ampia da Pontresina e  La morte il paesaggio innevato di Maloja prima dell'alba. Il pezzo centrale  La natura ricorda la connessione geografica tra il museo e l'obitorio di Segantini. Il punto tra l'orizzonte oscuro della montagna e il lago di St. Moritz, dove converrebbero le linee degli infiniti raggi del cielo, fu costruito il Museo Segantini.
|  |  |  |

## Storia
Nel 1907, l'amico e medico di Giovanni Segantini, dott. Oskar Bernhard, da un viaggio nell'Italia meridionale, ha visitato il commerciante d'arte di Segantini Alberto Grubicy a Milano. Nel corso della loro conversazione, è nata l'idea di fondare un museo a St. Moritz. Ha presentato il progetto a una cerchia di amici che hanno formato una "Comitatio per il Museo Segantini". Furono stabilite tre linee guida per la costruzione del museo: l'asse principale del museo doveva essere diretto a est verso l'obitorio di Segantini sul Monte Pecora; l'edificio doveva fondersi con la montagna e spiccare come monumento; L'edificio avrebbe dovuto ricordare il padiglione di Segantini per la Fiera mondiale di Parigi del 1900.
I negoziati hanno portato a un contratto tra il commerciante d'arte di Milano Grubicy e St. Moritzer Bank AG. Fu convenuto che la banca avrebbe concesso un prestito di 300'000 franchi. A titolo di garanzia, il rivenditore ha depositato una serie di dipinti e disegni di Segantini, che dovrebbero costituire la base del museo. Il numero di opere fu fissato a 750.000 franchi e Grubicy si impegnò a donarlo al museo entro tre anni.
Il 28 settembre 1908, il nono anniversario della morte di Segantini, il museo fu inaugurato e aperto nel giugno 1909 alla comunità di St. Moritz. Oskar Bernhard nel suo discorso ha affermato che il museo era privo di immagini proprie, poiché si trattava di depositi della "Galleria Vittore ed Alberto Grubicy", che sono forniti da questo in base al contratto del museo per tre anni. Se i fondi per l'acquisto delle opere stimate per 750.000 franchi non fossero applicati, la galleria avrebbe l'opportunità di vendere le immagini altrove.

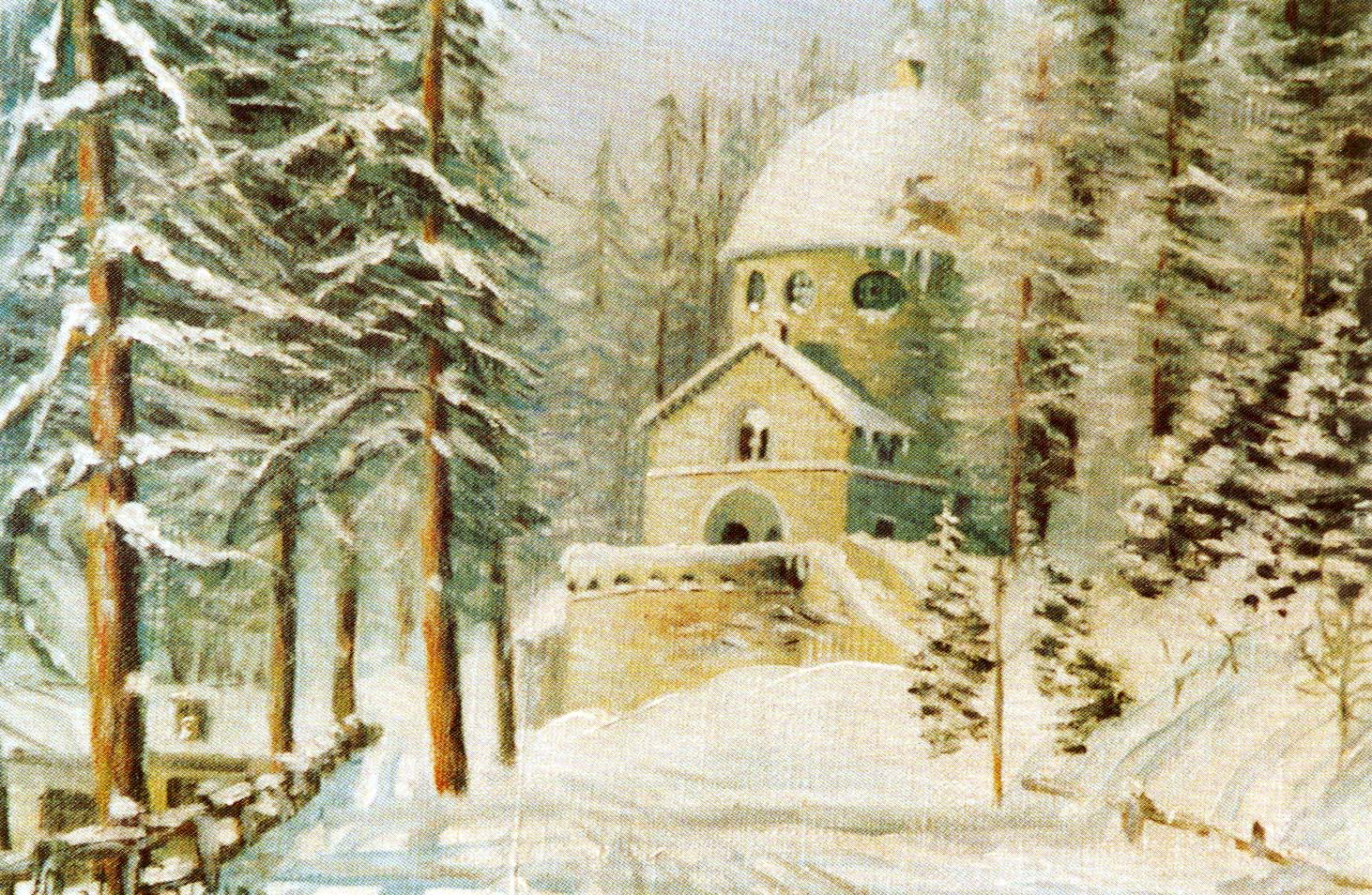
Museo Segantini nel 1910,
Dipinto di U. dal Fabbro

Il "Comitato per il Museo Segantini" doveva agire rapidamente se voleva impedire la rivendita delle opere e rivolgersi al governo federale e alla Gottfried Keller Foundation. Con Vittore Grubicy un altro contratto fu concluso nel luglio del 1911, secondo il quale il "trittico", senza la parte centrale, sarebbe diventato proprietà del museo per un valore di 475.000 franchi. La parte centrale, che era stata venduta nel 1906 da Grubicy per 160.000 lire al principe Wagram a Parigi, poteva essere riunita di nuovo con un accordo.
Il finanziamento è stato fornito con l'aiuto della "Fondazione Gottfried Keller", che ha accettato l'importo di 250.000 franchi a condizione che la "Comitatio per il Museo Segantini" raccolga un importo di 225.000 franchi. Un piano di pagamento fu promosso dall'Amministrazione federale.
Lo scoppio della prima guerra mondiale impedì alla "Comitatio per il Museo Segantini" di adempiere ai propri obblighi nei confronti delle autorità fiscali. Pertanto, l'ultima rata non poté essere pagata fino al 1928, invece del 1923 come previsto. Il trittico e la collezione passarono finalmente in possesso del museo.

## La costruzione

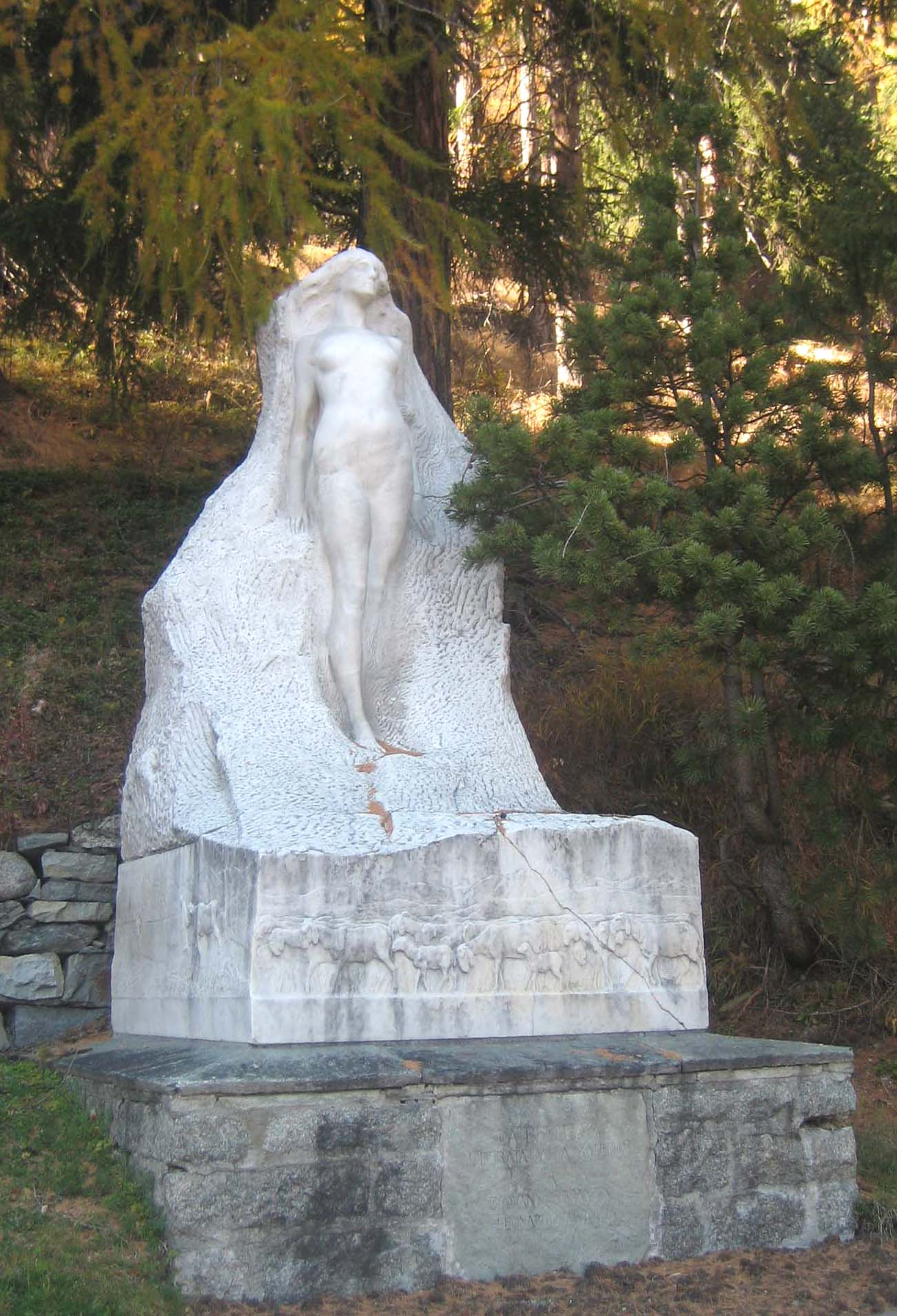
Scultura di Leonardo Bistolfi

Il museo è, secondo il gusto alpino, modesto e piuttosto severo. Ha un diametro di 12,5 metri ed è stato inserito nel ripido pendio della foresta. Le pareti sono in pietra di cava nativa, il tetto è coperto con lastre di pietra locale Malenco. Nel 1981 ebbe luogo un primo cambiamento strutturale, in cui fu costruita una sala sul retro del museo, invisibile dalla parte anteriore, per poter presentare debitamente la collezione, che da allora è cresciuta considerevolmente.
Di fronte al museo si trova una scultura in marmo dello scultore italiano Leonardo Bistolfi. È stato creato intorno al 1904 e reca la scritta:  La bellezza liberata dalla materia - a Giovanni Segantini. In origine era destinata alla tomba di Segantini a Maloja.